# ウアシュプリンゲン
ウアシュプリンゲン (ドイツ語: Urspringen) は、ドイツ連邦共和国バイエルン州ウンターフランケン行政管区のマイン＝シュペッサルト郡に属す町村である。この町はマルクトハイデンフェルト行政共同体に加盟している。

## 地理
ウアシュプリンゲンはヴュルツブルク地域に位置している。この町は単独のオルツタイル（行政上の地区区分）、ゲマルクング（不動産管理上の地区区分）からなる。

## 地名

### 語源
ウアシュプリンゲンという地名は中高ドイツ語の単語 ursprinc の複数形に由来する。これは、この集落で湧出し、カールバッハ川に注ぐグルンミバッハ川の水源を意味している。

### 古い表記
この町は、様々な古地図や史料に以下のような表記で記されている。
- 1159年 Urspringen
- 1317年 Vrspringen
- 1376年 Vrspringe
- 1456年 Ursprungen
- 1457年 Urspringen

## 歴史

### 自治体の成立まで
この集落の名前は、1159年に "Urspringen" として記録されている。1500年からフランケン帝国クライスに属したカステル伯の旧アムトは、陪臣化（1806年）後に領域再編によってヴュルツブルク大公国領となったが、1814年にバイエルン王国に編入された。バイエルンの行政改革に伴う1818年の自治体令によって現在の自治体が成立した。

## 住民

### 人口推移
1988年から2018年までの間にこの町の人口は、1,159人から1,382人に、223人、約 19.2 % 増加した。
- 1910年: 991 人（1910年12月1日の人口調査結果）
- 1961年: 1,065 人
- 1970年: 1,168 人
- 1987年: 1,160 人
- 1991年: 1,198 人
- 1995年: 1,254 人
- 2000年: 1,293 人
- 2005年: 1,313 人
- 2010年: 1,356 人
- 2015年: 1,344 人

## 行政

### 首長
この町の首長は、2014年5月1日からフォルカー・ヘムリヒが務めている。彼は、2020年3月15日の選挙で、91.53 % の支持票を集め、さらに6年の任期を獲得した。彼の前任者は、ハイツ・ネッチャーであった。

### 議会
ウアシュプリンゲンの町議会は12議席からなる。

### 風力発電所論争
風力発電に対する町の対応は、ARDのテレビ・シリーズ「Exklusiv im Ersten」の2016年8月1日放送回のテーマとなった。「風車の戦い」というタイトルでクラウディア・ブッターとアヒム・ラインハルトは、町議会議員がウアシュプリンゲン風力発電所を受け容れることで風力発電所の建設者から個人的な利益を得ていたことを示そうとした。

### 紋章
図柄: 細い銀の波状の柱で左右二分割。向かって左は赤地に銀色の雄羊の角。向かって右は赤と銀に四分割されている。
この紋章は1970年から使用されている。
解説: 波状の柱は川の水源 (ドイツ語: Ursprung) で、この町の名前を表している。1730年頃にカステル伯がウアシュプリンゲンのフォークタイ（代官権）を所有しており、フォイト・フォン・リーネック家がレーエンとしてこれを収めていた。赤と銀の四分割はカステル伯、雄羊の角はフォイト・フォン・リーネック家の紋章から採られた。

## 経済と社会資本

### 経済構造
公式統計によれば、2018年6月30日現在、この町で働く社会保険支払い義務のある就労者は130人、このうち製造業に従事する者は45人、商業・交通業に従事する者は31人である。また、この町に住む社会保険支払い義務のある就労者は合計673人である。さらに2016年時点で、17軒の農家があった。農業用地は1,138 ha で、そのうち 1,105 ha が耕作地、33 ha が牧草地などの緑地であった。

### 教育
以下の教育機関がある。
- 幼稚園: 1園。定員81人に対して、園児数57人（2019年現在）[12]。
- 基礎課程学校: 1校。教員数4人、生徒数69人（2018/19年）[13]。
- マイン＝シュペッサルト郡のユダヤ人の歴史に関する記念・文書館。旧シナゴーグ内にあり、かつての用途を示す記念プレートが設けられている[14][15]。